# Margine operativo lordo
Il margine operativo lordo (MOL) è un indicatore di redditività che evidenzia il reddito di un'azienda basato solo sulla sua gestione operativa, quindi senza considerare gli interessi (gestione finanziaria), le imposte (gestione fiscale), il deprezzamento di beni e gli ammortamenti.
Il MOL non coincide perfettamente con l'EBITDA benché siano spesso utilizzati indifferentemente. Infatti nel MOL non vengono contemplate le voci di svalutazione e accantonamenti. La differenza tra EBITDA e l'EBIT invece è rappresentata dagli accantonamenti che nell'EBITDA non vengono dedotti e quindi considerati nel calcolo mentre nell'EBIT (Earnings Before Interest and Taxes) vengono sottratti ammortamenti, svalutazioni e accantonamenti.
Questo indicatore, detto anche EBITDA (Earnings Before Interest, Taxes, Depreciation and Amortization, ovvero "utili prima degli interessi, delle imposte, del deprezzamento e degli ammortamenti"), risulta indicato per comparare i risultati di diverse aziende che operano in uno stesso settore attraverso i multipli comparati (utili in fase di decisione del prezzo in un'offerta pubblica iniziale). Poiché l'EBITDA è una rapida approssimazione del valore dei flussi di cassa prodotti da una azienda, esso è utilizzato (spesso insieme con altri metodi più precisi e attendibili) per approssimare il valore della stessa nel settore in cui opera.
L'EBITDA può essere inoltre utilizzato per calcolare il risultato operativo di un'azienda, partendo dall'utile lordo, togliendo le imposte, gli ammortamenti, i deprezzamenti e gli interessi dell'azienda. Rispettivamente se i costi saranno maggiori dei ricavi, si avrà una perdita, se figureranno dei ricavi maggiori dei costi, si avrà un utile.
Per la valutazione della redditività di un'azienda vari analisti non condividono l'omissione degli ammortamenti e sempre a proposito di EBITDA una polemica frase attribuita a Warren Buffett è: "Il management pensa che le spese per il capitale le paghino le fatine dei denti?"
Il MOL è un dato più importante dell'utile per gli analisti finanziari perché permette di vedere chiaramente se l'azienda è in grado di generare ricchezza tramite la gestione operativa, escludendo quindi le manovre fatte dagli amministratori dell'azienda (ammortamenti e accantonamenti, ma anche la gestione finanziaria), le quali non sempre forniscono una visione corretta dell'andamento aziendale.
Il MOL è l'autofinanziamento "potenziale" in quanto identifica il flusso che potenzialmente l'impresa originerebbe dalla gestione corrente se tutti i ricavi fossero stati riscossi e tutti i costi correnti fossero stati pagati nell'anno.

## Calcolo
Nell'ambito della riclassificazione del conto economico a valore aggiunto il MOL può essere calcolato in due modi differenti: o sommando utile lordo + ammortamenti + accantonamenti + svalutazioni - plusvalenze + minusvalenze + oneri finanziari - proventi finanziari + costi non caratteristici - ricavi non caratteristici, oppure sommando algebricamente valore della produzione (ricavi + variazione rimanenze) - costi per materie prime - costi per servizi - costi per il personale (incluso accantonamento TFR) - altri costi di struttura.
Il calcolo del MOL può essere sintetizzato nelle seguenti formule:
{\displaystyle {\text{VA}}={\text{VdP}}-{\text{CEdP}}}
{\displaystyle {\text{MOL}}={\text{VA}}-{\text{CdP}}-{\text{ACdS}}}
{\displaystyle {\text{MON}}={\text{MOL}}-{\text{Ammortamenti}}-{\text{Accantonamenti}}}

### Legenda
- VA = valore aggiunto
- VdP = Valore della produzione (ricavi caratter. e variaz. rimanenze)
- CEdP = costi esterni di produzione
- CdP = costo del personale
- ACdS = Altri costi di struttura (materiali e servizi acquistati)
- MOL = Margine operativo (o EBITDA)
- MON = Margine operativo netto o reddito operativo della gestione caratteristica

| Conto Economico a Valore Aggiunto        | €   |
| ---------------------------------------- | --- |
| Valore della produzione                  | 100 |
| - Costi esterni                          | 40  |
| = Valore Aggiunto                        | 60  |
| - Costo del personale                    | 30  |
| = Margine Operativo Lordo MOL (EBITDA)   | 30  |
| - Ammortamenti e accantonamenti          | 10  |
| = Margine Operativo Netto (MON)          | 20  |
| + Proventi gestione accessoria           | 7   |
| - Oneri gestione accessoria              | 5   |
| = Risultato ante oneri finanziari (EBIT) | 22  |
| + Proventi finanziari                    | 8   |
| - Oneri finanziari                       | 10  |
| = Risultato Ordinario                    | 20  |
| + Proventi straordinari                  | 3   |
| - Oneri straordinari                     | 5   |
| = Risultato Ante-imposte (EBT)           | 18  |
| - Imposte dell'esercizio                 | 8   |
| = Risultato netto                        | 10  |